# Hypena semiclusalis
Hypena semiclusalis là một loài bướm đêm trong họ Erebidae.